# ツール・ド・ポローニュ2005
ツール・ド・ポローニュ2005は、ツール・ド・ポローニュの62回目のレース。2005年9月12日から18日まで行われた。

## 日程
| 区間 | 月日 | スタート － ゴール                     | km    | 区間1位                  | 区間2位                  | 区間3位                        | 総合1位                |
| ---- | ---- | -------------------------------------- | ----- | ------------------------ | ------------------------ | ------------------------------ | ---------------------- |
| 1    | 9/12 | グダニスク － エルブロンク             | 150.0 | バーデン・クック         | ルカ・パオリーニ         | フランチェスコ・キッキ         | バーデン・クック       |
| 2    | 9/13 | トチェヴ － オルシュティン             | 227.0 | ダニエーレ・ベンナーティ | ルカ・パオリーニ         | フランチェスコ・キッキ         | ルカ・パオリーニ       |
| 3    | 9/14 | オストルダ － ブィドゴシュチュ         | 212.0 | ヤーン・キルシプー       | ルカ・パオリーニ         | マックス・ファンヘースウェイク | ルカ・パオリーニ       |
| 4    | 9/15 | イノヴロツワフ － レシュノ             | 213.0 | ダニエーレ・ベンナーティ | ルカ・パオリーニ         | アンジェロ・フルラン           | ルカ・パオリーニ       |
| 5    | 9/16 | ヴロツワフ － シュクラルスカ・ポレンバ | 212.0 | ファビアン・ヴェークマン | フィリッポ・ポッツァート | ウロシュ・ムルン               | ルカ・パオリーニ       |
| 6    | 9/17 | ピエホヴィツェ － カルパチュ           | 153.0 | ピーター・ウェーニング   | キム・キルシェン         | トーマス・デッケル             | ピーター・ウェーニング |
| 7    | 9/18 | イェレニア・グラ － カルパチュ         | 61.0  | キム・キルシェン         | ダニーロ・ディルーカ     | トーマス・ルヴクヴィスト       | キム・キルシェン       |
| 8    | 9/18 | イェレニア・グラ － カルパチュ(ITT)    | 19.0  | トーマス・デッケル       | ボビー・ジュリック       | トーマス・ルヴクヴィスト       | キム・キルシェン       |

## 総合成績
|    | 選手名                     | チーム名                 | 時間           |
| -- | -------------------------- | ------------------------ | -------------- |
| 1  | キム・キルシェン           | ファッサ・ボルトロ       | 32時間11分58秒 |
| 2  | ピーター・ウェーニング     | ラボバンク               | + 5秒          |
| 3  | トーマス・デッケル         | ラボバンク               | + 11秒         |
| 4  | トーマス・ルヴクヴィスト   | フランセーズ・デ・ジュー | + 18秒         |
| 5  | ダニーロ・ディルーカ       | リクイガス               | + 34秒         |
| 6  | マイケル・ボーヘルト       | ラボバンク               | + 1分04秒      |
| 7  | ヤン・フルシュカ           | リベルティ・セグロス     | + 2分14秒      |
| 8  | マレク・ルトキエヴィッチュ | インテル・アクション     | + 2分43秒      |
| 9  | シルヴァン・シャヴァネル   | コフィディス             | + 2分52秒      |
| 10 | ホセ・ルイス・ルビエラ     | ディスカバリーチャンネル | + 3分03秒      |

山岳賞
- バルトシュ・フザルスキ

ポイント賞
- キム・キルシェン

スプリント賞
- ローベルト・フェルスター